# Charles S. Kilburn
Pour les articles homonymes, voir Kilburn.
Charles Solomon Kilburn (2 janvier 1895 - 28 décembre 1978) est un officier de carrière de l'armée de terre américaine (US Army) qui a atteint le grade de brigadier-général (général de brigade) et s'est surtout distingué par son commandement de la 11e division blindée (11th Armored Division) pendant la Seconde Guerre mondiale, de 1944 à 1945.

## Biographie

### Jeunesse
Charles Solomon Kilburn naît à Silver City, au Nouveau-Mexique, le 2 janvier 1895, de John Franklin Kilburn et Harriet M. (Randall) Kilburn,. Il est élevé et éduqué à El Paso, au Texas, où ses parents exploitent un ranch. Il fréquente le lycée d'El Paso (El Paso High School), dont il sort diplômé en 1913, et il est président de sa classe de terminale Après l'obtention de son diplôme, Kilburn concourt pour être nommé par William Robert Smith à l'Académie militaire des États-Unis (United States Military Academy  - USMA) à West Point, dans l'État de New York. Il obtient son diplôme en avril 1917, le même mois que l'entrée des États-Unis dans la Première Guerre mondiale, est classé 92e sur 139 et reçoit sa commission de sous-lieutenant (second lieutenant) de cavalerie dans l'armée de terre américaine (US Army). En raison de ses antécédents en matière d'élevage, ses camarades de classe le surnommèrent pendant sa carrière à West Point "Rattlesnake Pete", le surnom de Peter Gruber, un personnage folklorique de Rochester dans l'état de  New York, qui exploitait un musée et un saloon sur le thème des serpents au début des années 1900,.
Il fait partie de la promotion qui a produit plus de 55 futurs officiers généraux, dont deux chefs d'état-major de l'armée de terre - Joseph L. Collins et Matthew B. Ridgway. Parmi ses autres camarades de classe figurent : Clare H. Armstrong, Aaron Bradshaw Jr., Mark W. Clark, John T. Cole, Norman D. Cota, John M. Devine, William W. Eagles, Theodore L. Futch, Charles H. Gerhardt, Augustus M. Gurney, Ernest N. Harmon, William Kelly Harrison Jr., Robert W. Hasbrouck, Frederick A. Irving, Laurence B. Keiser, Onslow S. Rolfe, Bryant E. Moore, Daniel Noce, George H. Weems, Herbert N. Schwarzkopf, Albert C. Smith, George D. Wahl et Raymond E. S. Williamson.

### Début de carrière militaire
Kilburn est d'abord affecté au 17e régiment de cavalerie (17th Cavalry Regiment) et au camp Harry J. Jones à Douglas, en Arizona, où il participe à la défense de la frontière entre le Mexique et les États-Unis pendant l'expédition contre Pancho Villa. En mai, il est promu premier lieutenant (first lieutenant). En août, Kilburn est à nouveau promu, cette fois en tant que captain (capitaine) temporaire, alors que l'armée connaît une expansion considérable pendant la participation des États-Unis à la Première Guerre mondiale. De septembre à décembre 1917, Kilburn est affecté à Camp Sherman, dans l'Ohio, en tant qu'aide de camp du brigadier général Willard Ames Holbrook, le commandant de la 165e brigade d'infanterie (165th Infantry Brigade).
De décembre 1917 à février 1918, Kilburn est affecté au 83e régiment d'artillerie de campagne (83rd Field Artillery Regiment) à Fort D. A. Russell, dans le Wyoming, et de février à septembre 1918, Kilburn est affecté au 8e régiment de cavalerie (8th Cavalry Regiment) à Marfa, dans le Texas. Ensuite, de septembre à décembre 1918, Kilburn est à nouveau aide de camp de Willard Holbrook, qui est maintenant le commandant de la 9e division d'infanterie (9th Infantry Division) nouvellement activée au camp Sheridan près de Montgomery, en Alabama. Pendant qu'il occupe ce poste, la guerre prend fin en raison de l'armistice avec l'Allemagne. De janvier à mars 1919, Kilburn est affecté à Fort Bliss, au Texas, où il suit le cours de mitrailleuses des officiers . Il est ensuite nommé aide de camp de DeRosey Caroll Cabell, commandant du département sud de l'armée.
En décembre 1919, Kilburn épouse Edith Chabot de San Antonio, avec laquelle il aura trois filles et un fils.

### Poursuite de carrière
Après la Première Guerre mondiale, Kilburn est promu captain (capitaine) permanent. Après la guerre, il est notamment instructeur à l'école de gouvernement militaire du Southern Department, située à Fort Bliss, commandant du 7e bataillon de transmissions de terrain (7th Field Signal Battalion) à Fort Sam Houston, au Texas, et aide de camp d'Edward Mann Lewis, commandant de la zone du 8e corps. Il est diplômé du cours d'officier d'infanterie en 1924. De juillet 1924 à juin 1925, il est affecté au 4e régiment de cavalerie (4th Cavalry Regiment) à Fort Meade, dans le Dakota du Sud.
Au milieu des années 1920, il est l'aide de camp du général John L. Hines pendant le mandat de ce dernier en tant que chef d'état-major de l'US Army. Lorsque Hines passe au commandement de la zone du 9e corps, Kilburn continue d'être son aide de camp. Diplômé en 1932 du cours avancé des officiers de cavalerie, Kilburn est promu major en 1932 et est affecté au commandement d'un escadron de la 2e division de cavalerie (2nd Cavalry Division) à Fort Riley, au Kansas. En mars 1933, Kilburn découvre deux personnes mortes dans une pièce de son quartier général de Fort Riley: un soldat du 9e régiment de cavalerie et une femme employée comme domestique à Fort Riley. La police pense qu'ils entretenaient une relation amoureuse et conclut que le soldat a tué la femme, puis s'est suicidé.
En 1937, Kilburn est diplômé de l'United States Army War College et est affecté à l'état-major du bureau du chef de la cavalerie. Il est promu lieutenant-colonel le 1er juillet 1940 et, d'avril à août 1941, il est affecté à la section des plans de guerre de l'état-major général du département de la Guerre (United States Department of War) .

### Seconde Guerre mondiale
En août 1941, Kilburn est affecté au commandement du 8e régiment de cavalerie (8th Cavalry Regiment), et il est promu au grade de colonel dans l'armée de terre des États-Unis (Army of the United States - AUS) le 12 décembre 1941, juste après l'entrée des États-Unis dans la Seconde Guerre mondiale. Il continue de commander le 8e régiment de cavalerie jusqu'en mai 1942, date à laquelle il prend le commandement de la 3e brigade de cavalerie (3rd Cavalry Brigade), après quoi il est promu brigadier général(général de brigade) peu de temps après, le 23 juin 1942. En mars 1944, il prend le commandement de la 11e division blindée (11th Armored Division) après que son commandant, le major général Edward H. Brooks, a été transféré à la tête de la 2e division blindée (2nd Armored Division). Kilburn dirige ensuite la division pendant l'entraînement au Camp Cooke, en Californie, puis en Angleterre.
La division débarque en Normandie en décembre 1944 et est affectée au regroupement des forces allemandes dans la poche de Lorient. Pendant la bataille des Ardennes, la 11e division blindée exécute une marche forcée vers la Meuse et prend en charge la défense d'un secteur de 50 km de Givet à Sedan. Fin décembre 1944 et début janvier 1945, la division contre-attaque des unités allemandes près de Neufchâteau, en Belgique, puis défend l'autoroute de Neufchâteau à Bastogne afin de stopper l'avancée allemande.
La division prend contact avec des unités de la 1re armée américaine (U.S. First Army) à Houffalize, en Belgique, le 16 janvier, puis participe à la percée de la ligne Siegfried. La 11e division blindée poursuit l'attaque en Allemagne tout au long du printemps 1945. Fin mars 1945, Kilburn est relevé de son commandement en raison de sa performance au combat lors de la traversée du Rhin par la division. Kilburn perd les communications avec ses unités subordonnées pendant l'attaque et ses supérieurs, Troy H. Middleton et George S. Patton, décident de le remplacer. Il est remplacé par le brigadier général Holmes E. Dager. Il est décoré de la Legion of Merit (Légion du mérite) pour son service en temps de guerre.

### L'après-Seconde Guerre mondiale
En juin 1945, un mois après la fin de la Seconde Guerre mondiale en Europe, Kilburn, renonçant à son grade de général de brigade en temps de guerre et reprenant son grade de colonel à temps plein le 29 mars 1945, retourne aux États-Unis et est nommé chef des plans d'après-guerre au sein de l'état-major de l'US Army. En janvier 1946, il prend le commandement du district militaire de Floride et du camp de Blanding, en Floride Il prend sa retraite en tant que colonel le 1er décembre 1946, mais le 22 octobre 1948, il reçoit à nouveau le grade de général de brigade.
Lors de la première réunion de la 11e division blindée en août 1947, les participants adoptent une résolution exprimant leur reconnaissance pour les services rendus par Kilburn en tant que commandant et leur regret de le voir quitter son commandement; ils l'élisent en outre président honoraire de l'Association des vétérans de la 11e division.
À la retraite, Kilburn réside d'abord à Larkspur, en Californie, puis à Kentfield, en Californie,. Dans les années 1950, il est directeur de la défense civile de Larkspur. Lors d'une réunion de l'Association des vétérans de la 11e division blindée en août 1954, Kilburn et Willard Ames Holbrook Jr., qui lui avait succédé au poste de commandant de la guerre, se rencontrent pour discuter de leurs expériences respectives, qui avait succédé à Kilburn en tant que commandant du Combat Command "A" de la 11e division blindée, reçurent des mains du lieutenant-gouverneur Emerson Beauchamp le titre de colonel du Kentucky.
En plus de ses activités de défense civile, Kilburn participe également à des actions civiques et caritatives, notamment en collectant des fonds pour l'Armée du salut dans le comté de Marin, en Californie .
Kilburn meurt à Carmel-by-the-Sea, en Californie, le 31 décembre 1978, à l'âge de 83 ans et quelques jours avant son 84e anniversaire. Il est enterré au cimetière national d'Arlington.

## Source
- (en) Cet article est partiellement ou en totalité issu de l’article de Wikipédia en anglais intitulé « Charles S. Kilburn » (voir la liste des auteurs).